# Antônio Conselheiro
Antônio Vicente Mendes Maciel, besser bekannt als Antônio Conselheiro (Antonio der Ratgeber, * 13. März 1830 in Quixeramobim, Ceará; † 22. September 1897 in Canudos, Bahia) war ein brasilianischer sozialer und spiritueller Führer. Er war die zentrale Figur im Krieg von Canudos.

## Leben

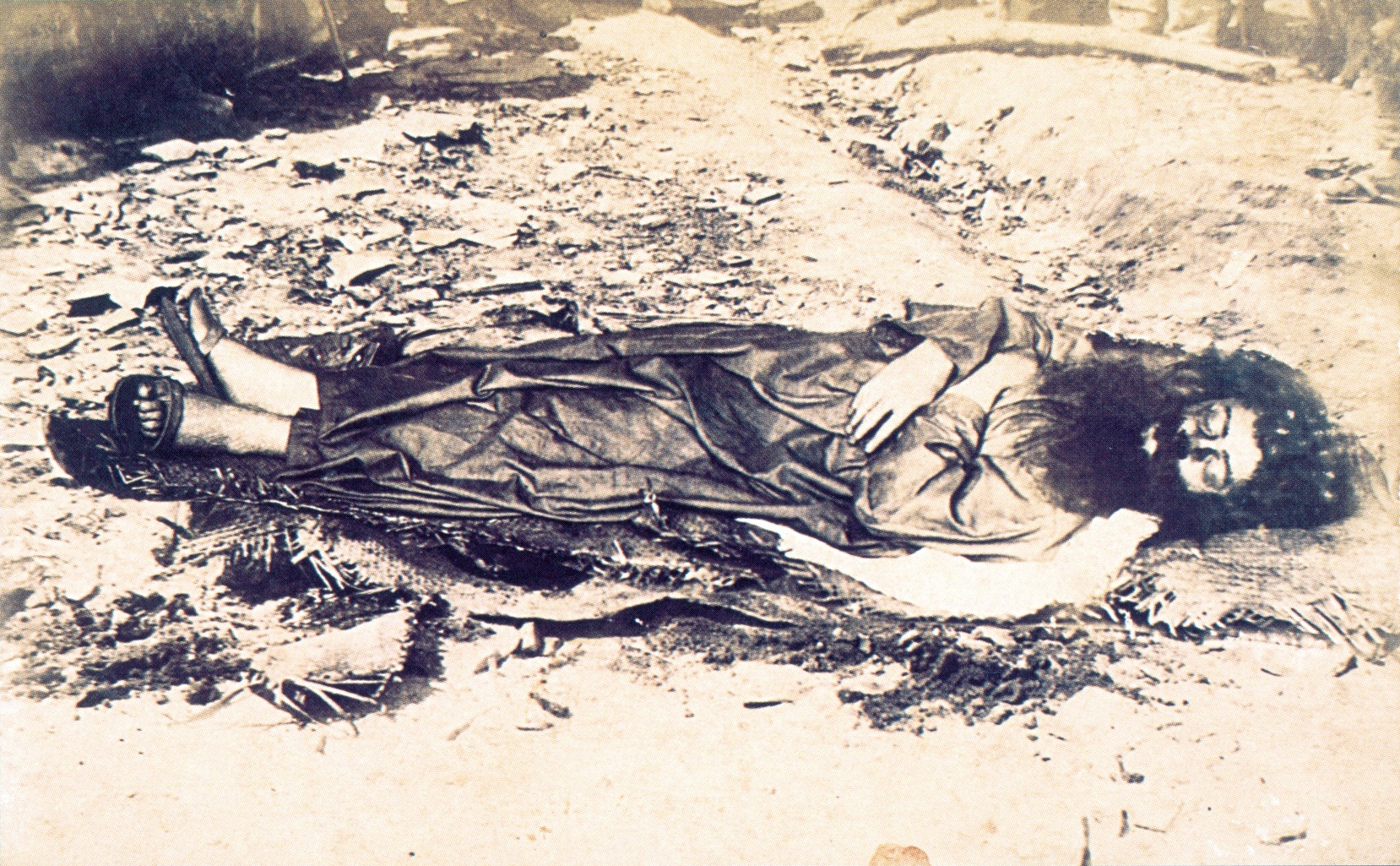
Foto des toten Antônio Conselheiro

Antônio Maciel wuchs in einer relativ wohlhabenden Familie auf. Daher genoss er eine gute Schulbildung und lernte mehrere Fremdsprachen. Sein Vater führte einen Laden. Antônio half im väterlichen Geschäft, das er nach dem Tod seines Vaters bis zur Liquidierung weiterführte. Danach arbeitete er als Lehrer, Kassierer, Schreibkraft und Rechtsbeistand in verschiedenen Städten Bahias. Seine mystische Pilgerschaft durch den Sertão begann er, nachdem ihm seine Frau mit einem Polizisten durchgebrannt und sein Vermögen wegen einer kleinen Schuld gepfändet worden war. Im Jahre 1876 wurde er gefangen genommen und beschuldigt, seine Mutter und seine Frau umgebracht zu haben. Die Anklage erwies sich als haltlos. Als Antônio freigelassen wurde, versprach er, 25 Kirchen zu errichten. Er organisierte Freiwillige, die ihm beim Bau und der Instandstellung von Kapellen, Kirchen und Friedhöfen halfen. Bei seinen Anhängern genoss er zunehmend einen messianischen Status und bekam in dieser Zeit den Beinamen Ratgeber. Im Jahr 1882 verbot ihm der Erzbischof zu predigen und Andachten zu halten. Denn der Bischof befürchtete angesichts des stetig anwachsenden Zulaufs des Ratgebers, dass sein bischöflicher Einfluss schwinde. Mit der Proklamation der Republik im Jahr 1889 verschärften sich Antônio Conselheiros Konflikte mit der etablierten Ordnung. Die Ziviltrauung beraubte die Ehe ihres sakramentalen Charakters und verwandelte sie in ein Vertragsverhältnis wie jeder andere Vertrag. Ähnlich verhielt es sich mit der Registrierung von Geburt und Tod durch staatliche Behörden, was in den Augen des Ratgebers dem Sakrament der Taufe und der Letzten Ölung zuwiderlief. Er beschimpfte die Säkularisierung der Friedhöfe, die Steuergesetze, die Schulpflicht und die allgemeine Volkszählung als Teufelswerk und rief dagegen auf.
Nach einem Zusammenstoss mit der Polizei, die nach ihm fahndete, ließ er sich 1893 mit seinen Anhängern in der Fazenda Canudos nieder und gründete das Dorf Belo Monte, das später als Canudos bekannt wurde.  Es wurde daraufhin zum Anziehungspunkt für viele Bewohner des von Armut geprägten Umlandes.  Der Ratgeber führte ein asketisches Leben und war kaum in die organisatorischen und militärischen Entscheidungsprozesse eingebunden.
Von der Regierung wurde seine Bewegung unterstützt von der nationalen Presse als monarchistische Bedrohung betrachtet und verschrien als Brutstätte einer restaurativen Verschwörung mit nationalen und internationalen Verzweigungen. So kam es zum Krieg von Canudos (1896 bis 1897), in dessen Verlauf die Republik drei erfolglose Militärexpeditionen nach Canudos sandte. Erst die vierte Expedition konnte eine Belagerung der Stadt beginnen. Durch die Belagerung wurde die Versorgungslage katastrophal und Antônio Conselheiro starb kurz vor der endgültigen Niederlage an Dysenterie. Canudos wurde zerstört und fast alle Einwohner barbarisch hingerichtet.

## Filme
- Guerra de Canudos, BRA 1997, Regie Sergio Rezende, mit José Wilker in der Rolle Conselheiros.